# Civetă de palmier
Civeta de palmier sau pisica indoneziană (Paradoxurus hermaphroditus) este un animal arboricol care face parte din ordinul Carnivora, familia Viverridae.  Este o specie comună în Asia unde populează regiunile cu păduri de foioase și mixte cu plantații din Indonezia, Filipine, Indochina, India, insulele Sulawesi, Palawan,  Moluccas și China. Poate fi întâlnită până la altitudini de 2400 m. Este înrudită cu zibeta, geneta, mangustele, dihorul, ratonul. 
În 2003, s-a descoperit că civetele de palmier mascate (Paguma larvata) de la o piață de animale sălbatice din China au fost infectate cu coronavirusul sindromului respirator acut sever.

## Descriere
Civeta de palmier are corpul lung și îndesat, cu lungimea de 43-71 cm, greutatea de 1,5-4,5 kg și coada lungă de 40-66 cm. Blana este alcatuită din fire de păr aspru, în nuanțe de culori cenușii-maronii cu dungi negre pe partea dorsală, negre pe partea ventrală și zona capului, iar pe față cu pete albe și negre formând o mască facială ca la dihori. 

Ochii sunt mici si rotunzi, irisul este de culoare neagră. Botul este ascuțit, maxilarele sunt tari prevăzute cu dinți ascuțiți și canini mari.  

Membrele anterioare și posterioare sunt prevăzute cu labe puternice, degete groase și gheare ascuțite pentru a se cățăra cu ușurință pe trunchiurile și ramurile copacilor.

## Hrana
Civeta de palmier este omnivor, hrana constă în special din fructe (fructe de cafea, smochine, ananas, mango, banane), dar și insecte, viermi. Adoră să consume seva unor specii de palmieri din care se prepară vinul de palmier.

## Subspecii
- P. h. hermaphroditus (Pallas, 1777)
- P. h. balicus Sody, 1933
- P. h. bondar (Desmarest, 1820)
- P. h. canescens Lyon, 1907
- P. h. canus Miller, 1913
- P. h. cochinensis Schwarz, 1911
- P. h. dongfangensis Corbet and Hill, 1992
- P. h. enganus Lyon, 1916
- P. h. exitus Schwarz, 1911
- P. h. javanica Horsfield, 1824
- P. h. kangeanus Thomas, 1910
- P. h. laotum Gyldenstolpe, 1917
- P. h. lignicolor Miller, 1903
- P. h. milleri Kloss, 1908
- P. h. minor Bonhote, 1903
- P. h. musanga (Raffles, 1821)
- P. h. nictitans Taylor, 1891
- P. h. pallasii Gray, 1832
- P. h. pallens Miller, 1913
- P. h. parvus Miller, 1913
- P. h. philippinensis Jourdan, 1837
- P. h. pugnax Miller, 1913
- P. h. pulcher Miller, 1913
- P. h. sacer Miller, 1913
- P. h. scindiae Pocock, 1934
- P. h. senex Miller, 1913
- P. h. setosus Jacquinot and Pucheran, 1853
- P. h. simplex Miller, 1913
- P. h. sumbanus Schwarz, 1910
- P. h. vellerosus Pocock, 1934 [2]

## Cafeaua Kopi Luwak
Din boabele care au fost ingerate de civeta de palmier și care au fost expulzate prin excremente de animal, se obține cafeaua kopi luwak (în limba indoneziană, kopi înseamnă cafea iar luwak, civetă de plamier). Kopi Luwak este una dintre cele mai rare și scumpe cafele din lume, producția limitându-se la doar câteva tone pe an.